# Robert Bünsow

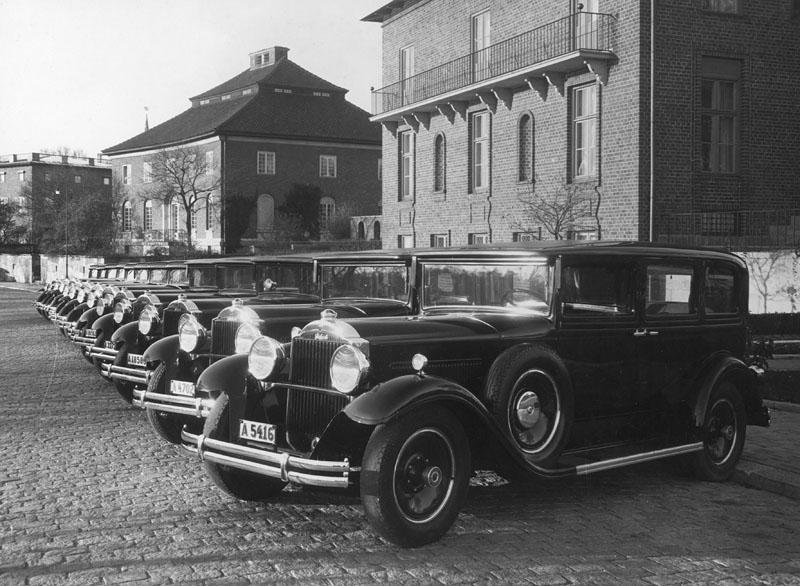
Hyrbilar av märket Packard Eight från Freys Hyrverk på Nobelgatan, med Bünsowska villan i fonden, mellan 1930 och 1934

Axel Robert Bünsow, född 20 mars 1861 i Sundsvall, död 11 juni 1939 i Stockholm, var en svensk generalkonsul i London och Le Havre. Han var son till den tyskfödde träpatronen Fredrik Bünsow.
Robert Bünsow lät 1919 uppföra Bünsowska villan i Diplomatstaden, Stockholm, sedan 2007 Sveriges genom tidernas dyraste privatvilla. Han ägde även ett sommarhus i Ragnhildsvik vid Mälaren, mittemot Skoklosters slott.
Robert Bünsow var även en frikostig donator och understödde vetenskapliga och kulturella ändamål, särskilt inom den zoologiska forskningen.